# Cyclanthera trianaei
Cyclanthera trianaei är en gurkväxtart som beskrevs av Célestin Alfred Cogniaux. Cyclanthera trianaei ingår i släktet springgurkor, och familjen gurkväxter. Inga underarter finns listade i Catalogue of Life.